# Milo J
Camilo Joaquín Villarruel (Morón, 25 de octubre de 2006), conocido artísticamente como Milo J, es un cantante y compositor argentino. Alcanzó reconocimiento con su canción «Milagrosa», la cual se viralizó en TikTok y generó una tendencia. En febrero de 2023, lanzó el tema «Rara vez» en colaboración del productor Taiu, generando cientos de millones de reproducciones en las plataformas digitales.
El 25 de noviembre de 2021, Milo J debutó con su sencillo «Tus vueltas», el cual, junto a «Una bala», pertenece al subgénero de corridos tumbados. El 13 de abril de 2023, lanzó su EP debut, 511, compuesto por cuatro canciones de trap y un interludio. Más adelante, el 30 de noviembre de 2023, presentó su primer álbum de estudio, 111, en el que colaboró con Yami Safdie, Yahritza y su Esencia, Nicki Nicole y Peso Pluma.
Posteriormente, el 11 de julio de 2024, lanzó su segundo álbum de estudio, 166, en el que contó con tres colaboraciones con Morad, CRTrap y Kelo Ke. El 12 de febrero de 2025, presentó la versión 166 (deluxe) retirada, que incluyó canciones adicionales con las participaciones de Bhavi, Cerounno, Munic HB y Tini Stoessel. En 2025, participó de de la película argentina "Homo Argentum".

## Biografía
Camilo Joaquín Villarruel nació el 25 de octubre de 2006 en la ciudad de Morón, provincia de Buenos Aires. Es el tercer hijo del matrimonio conformado por Walter Villarruel y Aldana Celeste Ríos. Tiene dos hermanas mayores, Ángeles y Alma, y un hermano menor, Santino.
Su interés por la música despertó entre los 8 y 9 años, inspirado por una de sus hermanas. Juntos escribían canciones y participaban en competencias de freestyle. A los 11 años, llegó incluso a aparecer en un video en el El Quinto Escalón.
Además de la música, también sintió una fuerte atracción por el fútbol, deporte que practica desde pequeño y por el que siente una profunda pasión. Es fanático del Club Deportivo Morón, al que actualmente apoya como patrocinador, y llegó a integrar las divisiones inferiores del Sacachispas Fútbol Club.
Su nombre artístico surge de la combinación del hipocorístico de Camilo y la inicial de Joaquín, como él mismo ha explicado en distintas entrevistas.

## Carrera musical

### Inicios
En 2021, Milo J conoció a su crew BajoWest, quienes se convertirían en una parte fundamental de su carrera, ya que gracias a ellos comenzó a grabar y publicar sus primeras canciones en su canal de YouTube, entre ellas «Tus vueltas», «Cuando estás vos» y «Tu paz».
El 16 de agosto de 2022, lanzó el tema que marcaría un antes y un después en su trayectoria artística, titulado «Milagrosa». La canción se viralizó rápidamente en plataformas como YouTube y TikTok, convirtiéndose en una de las más populares en esta última durante ese año. Posteriormente, Milo J continuó publicando música a lo largo del año, con temas como «Al sol», «Vudú» y «Sessions 02», en colaboración con el productor argentino Indica Miki.
En noviembre del mismo año, llegaron sus primeras colaboraciones con otros artistas. La más destacada fue «El Bolero», junto a Yami Safdie, lanzada el 16 de noviembre, que alcanzó 15 millones de reproducciones en YouTube en tan solo ocho meses. Poco después, el 27 de noviembre, presentó «Valores del west», una colaboración con su compañero Foco Foking.

### 2023:511, En dormir sin Madrid y 111
Por la popularidad del tema con Yami Safdie en el tema «El Bolero», el 2 de febrero de 2023, lanzan la versión en acústico siendo también bien recibida. Solamente 6 días después lanza la canción que lo lleva al reconocimiento internacional llamada «Rara vez» en colaboración con el productor y director artístico Taiu. Más tarde, el 13 de abril de ese año, publica su primer EP  titulado 511 con 4 canciones de trap y un interludio, de los cuales destacan «FLA» y «Al borde».
El 17 de mayo de 2023 saca una colaboración con Nicki Nicole llamada «Dispara ***». Dos meses después participó en la tercera edición de La Velada del año en el Estadio Metropolitano de Madrid cantando en escenario junto con Nicki Nicole y Duki, cantando «Rara vez», «Milagrosa» y «Dispara ***» junto a Nicki, y acompañando a Duki en su canción «Malbec».El 5 de julio, nuevamente lanza otro tema titulado «Rincón».  El 4 de agosto de ese mismo año, colaboró en el remix de la canción «Aeróbico» de Bhavi, con Duki y Lit Killah, siendo su primera vez que actúa en uno. El 6 de septiembre, colabora junto con YSY A y Bhavi en «Flechazo en el centro» de Tu dúo favorito. El 4 de octubre, lanza la Milo J: BZRP Music Sessions, Vol. 57 con el mundialmente conocido productor Bizarrap, mostrando además 4 nuevos temas que conforman un EP llamado En dormir sin Madrid.
El 27 de noviembre de 2023, Milo J reveló los temas de su álbum de estudio debut 111 en una publicación de Instagram, confirmando colaboraciones con Yami Safdie, Yahritza y su Esencia, Peso Pluma y Nicki Nicole, estrenándose en su canal de YouTube tres días después con nueve canciones. Meses después del lanzamiento de 111, estrena un bonus track titulado «Dom1ngo», y un live-set cantando «M.A.I», «Sincera te», «Deseo Perder» y «A1re».

### 2024-actualidad:166,18 (En Vivo Estadio de Morón), y166 (deluxe) retirada
El 19 de enero de 2024 colabora con Eladio Carrión en el disco Sol María con el sencillo «La Canción Feliz Del Disco». El 8 de febrero publica el sencillo «Vitalicio». El 22 de febrero publica «mi último peso» junto con Foco Foking. El 27 de marzo publica «Carta de Despedida» junto a Lit Killah y el productor estadounidense Ronny J. Casi un mes después, el 16 de abril, Bhavi, Khea, Neo Pistea, Seven Kayne, Tiago PZK y Milo J colaboran en «Bésame Remix». El 30 de mayo colaboró junto al artista revelación Rei en «Semillero».
El 11 de julio de 2024, Milo J lanzaría su segundo álbum de estudio 166, un álbum exclusivamente con canciones de trap, este únicamente tiene 3 colaboraciones, de los cuales son Morad, CRTrap y Kelo Ke. En este álbum destacan canciones como «3 pecados después...», «Paraíso (daña)», «A vos», «I'Am», entre otras. El álbum en su mayoría fue producido por Milo J, Lisan y Zecca. El 24 de septiembre, publica el sencillo «Buen día portación de rostro», el cual es un homenaje dedicado a sus seguidores. Más tarde, el 25 de octubre, se presentó en el Estadio Nuevo Francisco Urbano en un concierto que contó con la presencia de más de 25 mil personas en condición de sold-out. El show, que duró más de una hora y media, contó con las participaciones de artistas como Nito Mestre, Joaquín Levinton de Turf, Bizarrap, YSY A, Nicki Nicole, Yami Safdie, Bhavi, entre otros, y posteriormente fue publicado el 19 de diciembre en YouTube y Spotify bajo el título 18 (En Vivo Estadio de Morón).
El 27 de enero de 2025, publicó el sencillo «Lo que me causa» con la cantante argentina Tini. Este formó parte de la versión deluxe de su último álbum de estudio 166 titulada 166 (deluxe) retirada, que saldría el 12 de febrero. 
La presentación del disco en el Espacio Memoria y Derechos Humanos (exESMA) fue cancelada por el Gobierno de la Ciudad de Buenos Aires, por protocolos de seguridad, que según el equipo del artista estaban totalmente cumplidos. El show iba a ser gratuito, apto para todo público y tendría un show en formato 360 con cuatro colectivos de la Línea 166. El disco de igual manera fue presentado y contó con las colaboraciones de Bhavi, Cerounno y Munic HB, aparte de la ya mencionada con Tini.

## Discografía
| Álbumes de estudio - 2023: 111 - 2024: 166 | Extended play - 2023: 511 - 2023: En dormir sin Madrid (con Bizarrap) |

## Premios y nominaciones
| Premio                   | Año  | Categoría                        | Trabajo nominado                                                        | Resultado | Ref.          |
| ------------------------ | ---- | -------------------------------- | ----------------------------------------------------------------------- | --------- | ------------- |
| Latino Music Awards      | 2024 | Mejor nuevo artista urbano       | Milo J                                                                  | Ganador   | [ 27 ]        |
| Latino Music Awards      | 2025 | Mejor nuevo artista urbano       | Milo J                                                                  | Ganador   | [ 28 ]        |
| Los 40 Music Awards      | 2023 | Mejor artista o grupo revelación | Milo J                                                                  | Nominado  | [ 29 ]        |
| Premios Carlos Gardel    | 2024 | Álbum del año                    | 111                                                                     | Nominado  | [ 30 ] [ 31 ] |
| Premios Carlos Gardel    | 2024 | Ingeniería de grabación          | 111                                                                     | Nominado  | [ 30 ] [ 31 ] |
| Premios Carlos Gardel    | 2024 | Mejor álbum conceptual           | 111                                                                     | Nominado  | [ 30 ] [ 31 ] |
| Premios Carlos Gardel    | 2024 | Mejor diseño de portada          | 111                                                                     | Nominado  | [ 30 ] [ 31 ] |
| Premios Carlos Gardel    | 2024 | Mejor nuevo artista              | 111                                                                     | Ganador   | [ 30 ] [ 31 ] |
| Premios Carlos Gardel    | 2024 | Mejor colaboración urbana        | «Milo J: Bzrp music sessions, vol. 57»                                  | Nominado  | [ 30 ] [ 31 ] |
| Premios Carlos Gardel    | 2024 | Mejor colaboración urbana        | «Dispara***» (con Nicki Nicole)                                         | Nominado  | [ 30 ] [ 31 ] |
| Premios Carlos Gardel    | 2024 | Canción del año                  | «Dispara***» (con Nicki Nicole)                                         | Nominado  | [ 30 ] [ 31 ] |
| Premios Carlos Gardel    | 2024 | Grabación del año                | «Dispara***» (con Nicki Nicole)                                         | Nominado  | [ 30 ] [ 31 ] |
| Premios Carlos Gardel    | 2024 | Grabación del año                | «M.A.I»                                                                 | Nominado  | [ 30 ] [ 31 ] |
| Premios Carlos Gardel    | 2024 | Mejor álbum urbano               | En dormir sin Madrid (con Bizarrap)                                     | Nominado  | [ 30 ] [ 31 ] |
| Premios Carlos Gardel    | 2024 | Mejor videoclip largo            | En dormir sin Madrid (con Bizarrap)                                     | Nominado  | [ 30 ] [ 31 ] |
| Premios Carlos Gardel    | 2024 | Mejor canción urbana             | «Rara vez» (con Taiu)                                                   | Nominado  | [ 30 ] [ 31 ] |
| Premios Carlos Gardel    | 2024 | Mejor canción urbana             | «Fruto» (con Bizarrap)                                                  | Ganador   | [ 30 ] [ 31 ] |
| Premios Carlos Gardel    | 2025 | Álbum del año                    | 166                                                                     | Nominado  | [ 32 ]        |
| Premios Carlos Gardel    | 2025 | Mejor álbum urbano               | 166                                                                     | Nominado  | [ 32 ]        |
| Premios Carlos Gardel    | 2025 | Mejor álbum urbano               | En dormir sin Madrid (con Bizarrap)                                     | Nominado  | [ 32 ]        |
| Premios Carlos Gardel    | 2025 | Canción del año                  | «3 pecados después...»                                                  | Nominado  | [ 32 ]        |
| Premios Carlos Gardel    | 2025 | Mejor canción urbana             | «3 pecados después...»                                                  | Nominado  | [ 32 ]        |
| Premios Carlos Gardel    | 2025 | Mejor canción de pop urbano      | «A vos»                                                                 | Nominado  | [ 32 ]        |
| Premios Carlos Gardel    | 2025 | Mejor canción de rock            | «Pasos al costado» (con Turf)                                           | Nominado  | [ 32 ]        |
| Premios Carlos Gardel    | 2025 | Mejor álbum en vivo              | 18 (En vivo Estadio de Morón)                                           | Nominado  | [ 32 ]        |
| Premios Carlos Gardel    | 2025 | Mejor videoclip largo            | «Intro + 3 pecados despues... + Ni Carlos ni José»                      | Nominado  | [ 32 ]        |
| Premios Grammy Latinos   | 2023 | Mejor canción rap/hip hop        | «Dispara***» (con Nicki Nicole)                                         | Nominado  | [ 33 ]        |
| Premios Heat Latin Music | 2024 | Mejor artista región sur         | Milo J                                                                  | Nominado  | [ 34 ]        |
| Premios Lo Nuestro       | 2024 | Artista revelación masculino     | Milo J                                                                  | Nominado  | [ 35 ]        |
| Premios Quiero           | 2023 | Mejor video trap / rap / hiphop  | «Dispara***» (con Nicki Nicole)                                         | Nominado  | [ 36 ]        |
| Premios Quiero           | 2024 | Mejor video trap / rap / hiphop  | «Carta de despedida» (con Lit Killah)                                   | Ganador   | [ 37 ] [ 38 ] |
| Premios Quiero           | 2024 | Mejor video trap / rap / hiphop  | «Alumbre» (con Nicki Nicole)                                            | Nominado  | [ 37 ] [ 38 ] |
| Premios Quiero           | 2024 | Mejor video trap / rap / hiphop  | «Bésame (Remix)» (con Bhavi, Seven Kayne, Khea, Neo Pistea y Tiago PZK) | Nominado  | [ 37 ] [ 38 ] |
| Video Prisma Awards      | 2024 | Mejor video (Argentina)          | «Paraíso (daña)»                                                        | Nominado  | [ 39 ] [ 40 ] |
| Video Prisma Awards      | 2024 | Mejor dirección                  | «Paraíso (daña)»                                                        | Nominado  | [ 39 ] [ 40 ] |
| Video Prisma Awards      | 2024 | Dirección de fotografía          | «Paraíso (daña)»                                                        | Ganador   | [ 39 ] [ 40 ] |
| Video Prisma Awards      | 2024 | Dirección de fotografía          | «Hippie»                                                                | Nominado  | [ 39 ] [ 40 ] |
| Video Prisma Awards      | 2024 | Drama                            | «Hippie»                                                                | Ganador   | [ 39 ] [ 40 ] |
| Video Prisma Awards      | 2024 | Impacto social                   | «Hippie»                                                                | Nominado  | [ 39 ] [ 40 ] |
| Video Prisma Awards      | 2024 | Video urbano                     | «3 pecados después...»                                                  | Nominado  | [ 39 ] [ 40 ] |
| Video Prisma Awards      | 2024 | Formato largo                    | 166                                                                     | Nominado  | [ 39 ] [ 40 ] |
| Video Prisma Awards      | 2024 | Dirección de arte                | «La tola y el velero» (con Morad)                                       | Nominado  | [ 39 ] [ 40 ] |
| Video Prisma Awards      | 2024 | Sci fi                           | «Digan»                                                                 | Nominado  | [ 39 ] [ 40 ] |
| Video Prisma Awards      | 2024 | Posproducción                    | «Digan»                                                                 | Nominado  | [ 39 ] [ 40 ] |
| Video Prisma Awards      | 2024 | Posproducción                    | «Carta de despedida» (con Lit Killah)                                   | Nominado  | [ 39 ] [ 40 ] |
| Video Prisma Awards      | 2024 | Posproducción                    | «Mi último peso» (con Foking)                                           | Nominado  | [ 39 ] [ 40 ] |